# Ruelle du Fumier
La ruelle du Fumier (en alsacien : Mistgässel) est une petite voie privée de Strasbourg rattachée administrativement au quartier Gare - Kléber, qui s'ouvre entre le no 30 et le no 32 de la rue de l'Ail et rejoint la rue de la Douane, entre le no 11 et le no 13. 

## Histoire et toponymie
Son existence est attestée depuis 1377, d'abord sous le nom de Frankenheimgasse, puis au XVe siècle comme Frankenheimgesselin. Dans son répertoire de rues médiévales strasbourgeoises, publié en 1871, l'historien et théologien Charles Schmidt s'interroge sur l'origine de ce dernier toponyme. Il pourrait s'agir d'une localité proche de Hochfelden, d'une famille noble (un certain Fritsche von Frankenheim est mentionné en 1315), ou encore d'un riche patricien de Strasbourg, Ottemann von Frankenheim (1452), mais l'érudit ne prend pas parti

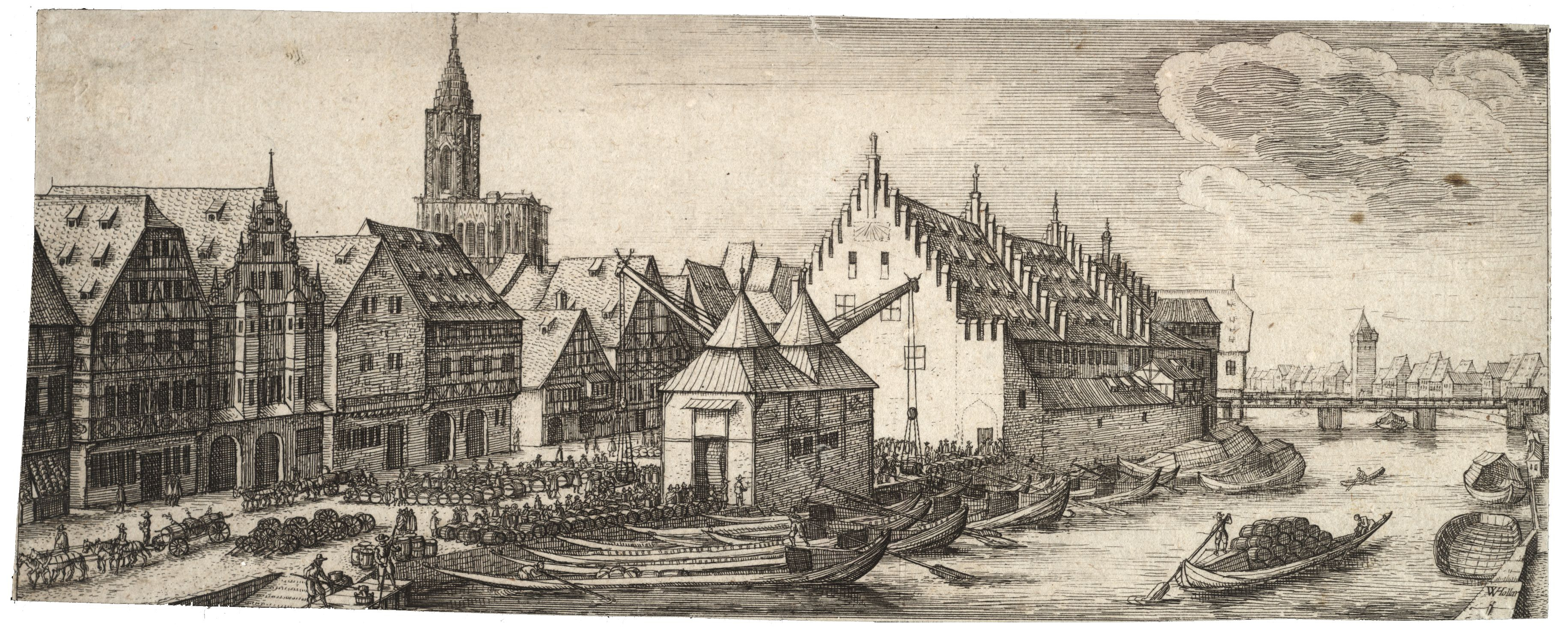
Activité intense autour de l'Ancienne douane au XVIIe siècle (Wenceslas Hollar).

La petite rue se trouve dans le quartier de l'Ancienne douane, qui fut, au Moyen Âge, la porte d'entrée des marchandises à Strasbourg. Au début du XIXe siècle, avec la migration du contrôle des produits, avec le port, vers le Rhin, puis l'arrivée du train, sans parler des destructions liées à la Seconde Guerre mondiale, la vie économique locale, autrefois florissante, et l'urbanisme subissent des transformations majeures.
Dès 1890, Adolphe Seyboth décrit la ruelle comme une propriété privée (« geschlossen als Privatbesitz »), comme il le fait pour la ruelle de l'Agneau (Lämmergässchen) qui lui est parallèle et qui débouche comme elle dans la rue de la Douane. Closes par des portes ou des grilles, elles sont fermées à la circulation de longue date.

Une ruelle privatisée.
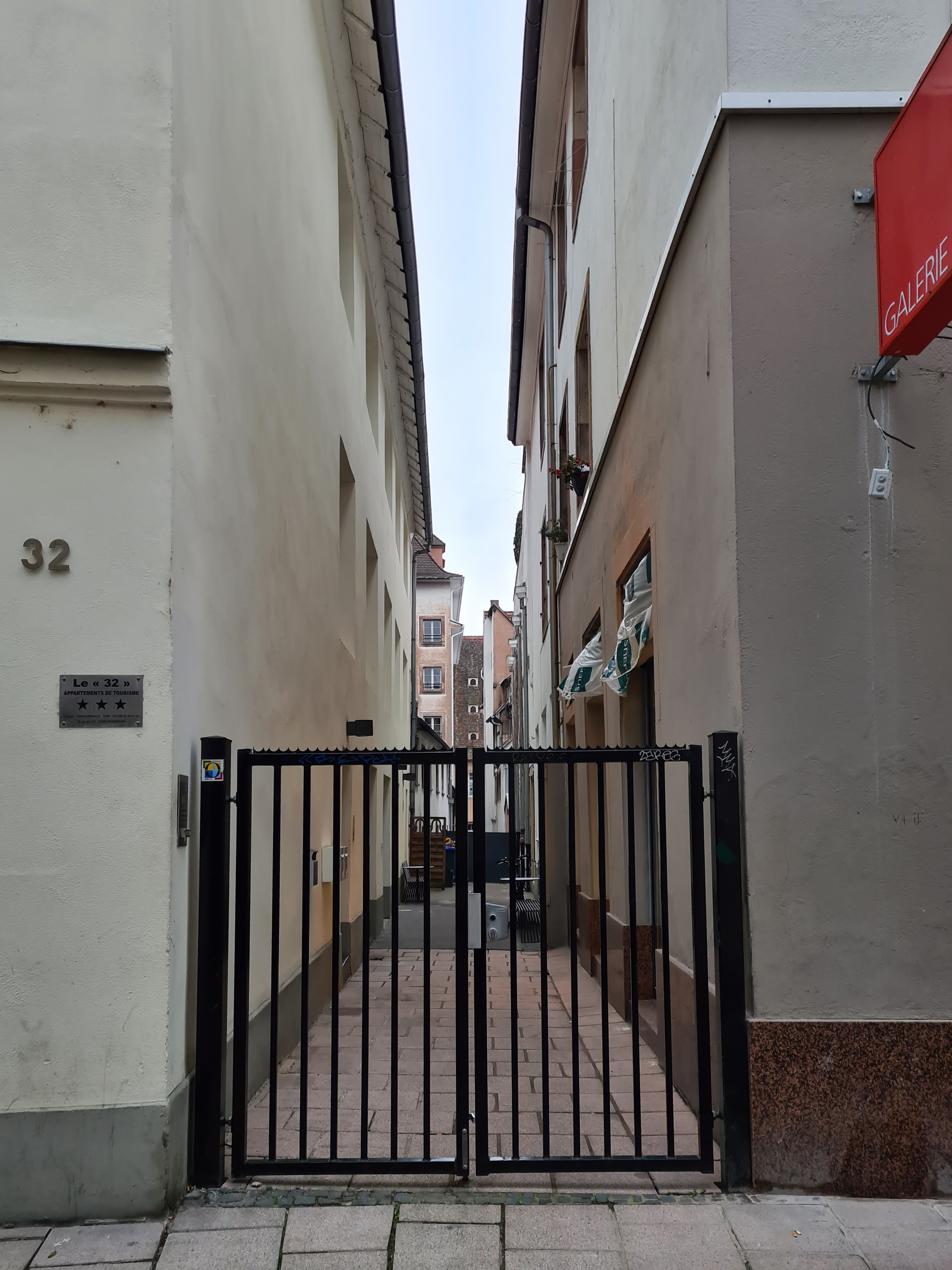
Grille de la rue de l'Ail.
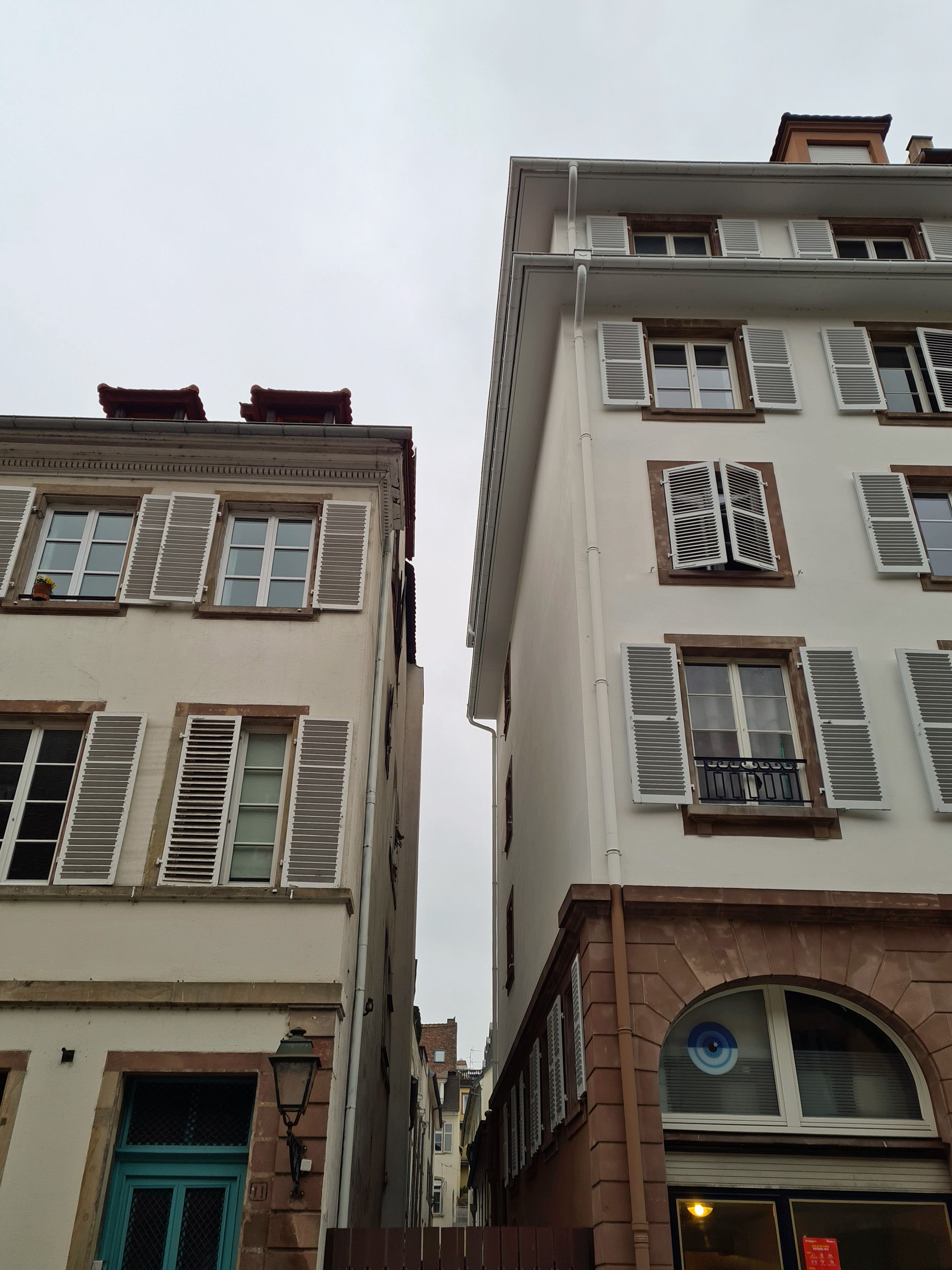
Entre le 11 et le 13 de la rue de la Douane.
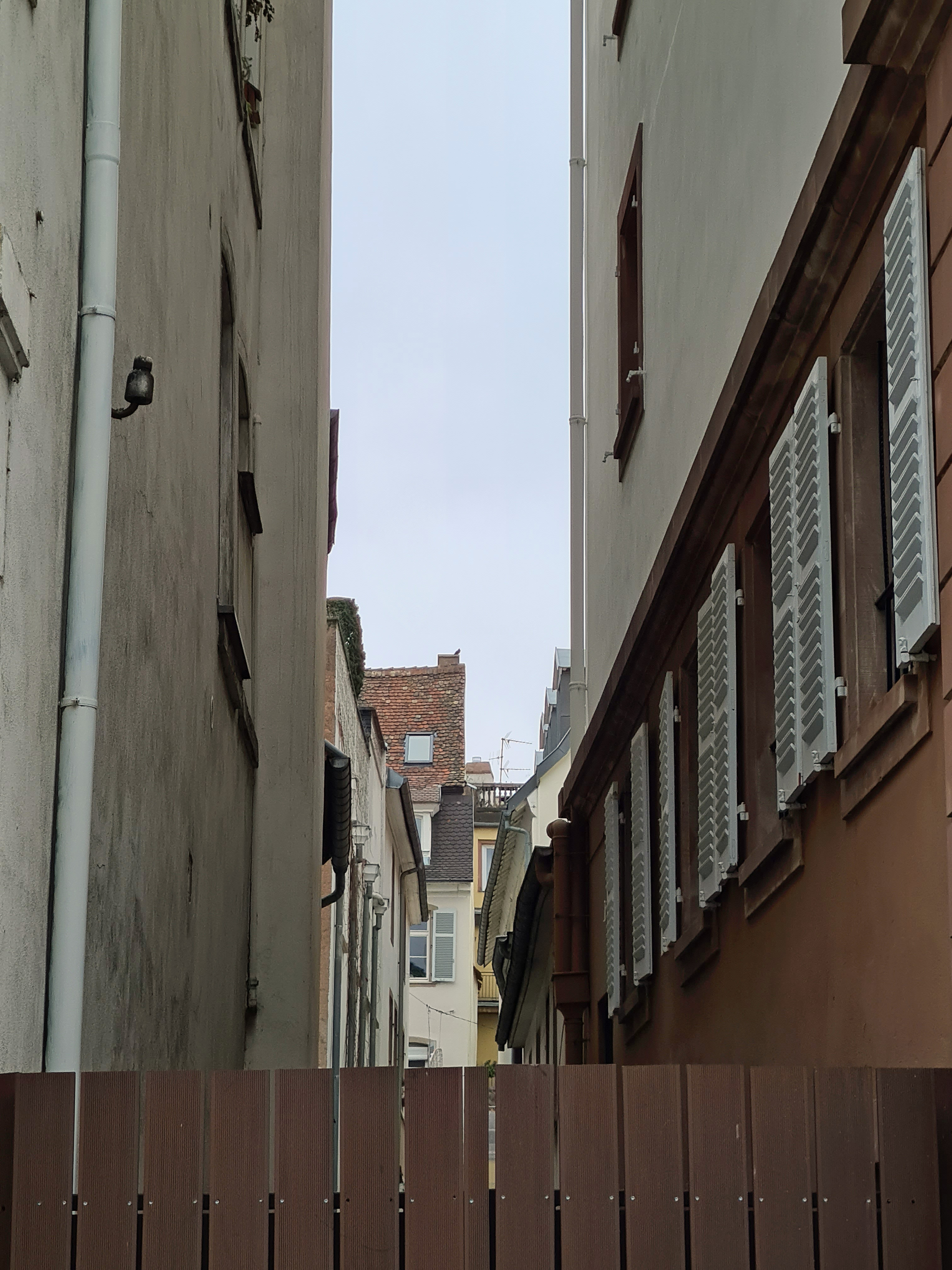
Portail de la rue de la Douane.